# ベアリー・リーガル
ベアリー・リーガル（英語：Barely Legal、「辛うじて合法的な」の意）は、1992年から2001年まで活動していたアメリカ合衆国のプロレス団体ECWが、1997年に開催したPPV放送による大会、およびPPVの名称である。

## 概要
この大会は、ECWの記念すべき第一回PPV大会である。ペンシルベニア州フィラデルフィアを活動拠点に置いていたECWは、人気・知名度の上昇や団体規模の拡大に伴い全国規模への展開を模索していた。そのために必要不可欠だったのがPPVによる放送だった。開催まで紆余曲折（後述）あったものの、興行は大成功を収め、ECW飛躍の原点となった。

## 結果
- ダーク・マッチ

○ルイ・スピコーリ vs ●ボールズ・マホーニー
- ダーク・マッチ

○JT・スミス&クリス・チェッティ vs ●FBI（リトル・グイドー&トミー・リッチ）
- ECW世界タッグ選手権試合

○ジ・イリミネーターズ（ジョン・クローナス&ペリー・サターン） vs ●ダッドリー・ボーイズ(c)（ババレイ・ダッドリー&ディーボン・ダッドリー）
- 挑戦者組が王座奪取。

- ○ロブ・ヴァン・ダム vs ●ランス・ストーム

- みちのくプロレス提供試合

○ザ・グレート・サスケ,グラン浜田&薬師寺正人 vs ●bWo Japan（TAKAみちのく,テリー・ボーイ&ディック東郷）
- ECW世界TV選手権試合

○シェーン・ダグラス(c) vs ●ピットブル2号
- 王者ダグラスが防衛に成功。

- ○タズ vs ●サブゥー

- ECW世界王座時期挑戦者決定3ウェイダンス

○テリー・ファンク vs ●サンドマン vs ●スティービー・リチャーズ
- テリーが勝利し、ECW世界王座挑戦権を獲得。

- ECW世界ヘビー級選手権試合

○テリー・ファンク vs ●レイヴェン(c)
- 挑戦者テリーが王座奪取。

## エピソード
- 当初、PPVの放送局は、ECWのPPVに乗り気ではなかった。当時UFCなどの総合格闘技が、過激すぎるという理由で放送が自粛されていたことが主な理由である。同じプロレスであっても、過激なハードコアマッチを売りとし、WWFやWCWとは特色が違うECWも同様な理由で毛嫌いされていた。開催前年の1996年には翌1997年のPPV放送が計画され始めていたが、ECWアリーナで行われたとある興行で事件が起こり、状況は急変する。当日、タッグマッチに出場予定であったアクセル・ロッテンが負傷欠場となり、代わりに若手レスラーが出場。対戦相手であったニュー・ジャックがこの若手レスラーを凄惨な程痛めつけ、その後ジャックを相手に訴訟を起こす事態に発展した。ジャックは無罪となったものの、この事件をきっかけに、ただでさえ乗り気でなかったPPV放送局の判断により97年のPPVは中止となった。しかし、熱烈なファンの声により、開催に至ったという経緯がある。
- 当日の大会やバックステージの様子を1999年公開のドキュメンタリー映画ビヨンド・ザ・マットのクルーが撮影している。同クルーはテリー・ファンク、及びテリーの家族に密着取材をしており、ピリピリとした緊張感に包まれたバックステージや、レスラーたちの「聖杯を手に入れた」というコメントや、「皆泣いた」という試合後の様子が克明に記録されている。
- PPV直前にはECWを評価していたビンス・マクマホンによって、当時､WWE本体がちょうどヨーロッパ遠征で不在だったRAWの生中継をECWの選手のみで実施するという大々的な宣伝活動を行なうことができた。これには現在でも様々な意見があり、実況ブースにいたジェリー・ローラーは「ライバル団体に提供するなどビンスを理解できなかった」と語り、ECW関係者は「WCWができなかった番組乗っ取りを果たした」と当時を振り返っている。
- 2006年6月に開催された「ECW ワン・ナイト・スタンド」のDVDに、特典ディスクとして、今大会の様子が収められている。